# Josef Pujol
Carl Josef Michael Pujol, född 19 februari 1992 i Stockholm, är en svensk handbollsspelare (mittnia).

## Karriär
Josef Pujols moderklubb är Stockholmsklubben IK Bolton. När han var 13 år gick han till Hammarby IF och spelade sedan för Hammarby till säsongslut 2016. Under åren i Hammarby utvecklades han till en av elitseriens bästa mittnior med god spelförståelse, alltid målfarlig själv och absolut den bärande spelare i sitt lag. Han valde att spela för norska mästarklubben Elverum Håndball, och fick där spela i Champions League. Efter en säsong bytte Pujol klubb till VfL Gummersbach i Bundesliga. Efter ett år i Gummersbach bytte han till danska GOG Håndbold 2018-2020, men återvände sedan ett år till Elverum 2020-2021. 2021 började han spela för franska Dunkerque HGL. 2023 gick han tillbaka till Hammarby IF.
Josef Pujol har spelat för svenska ungdomslandslagen. I U19-landslaget 2 matcher och 5 mål, och i U21-landslaget 28 matcher och 81 mål. Jusof Pujol var en viktig spelare i U21-laget som tog VM-guld 2013 i Bosnien och Hercegovina. Detta gav honom tillnamnet "världsmästaren" i Hammarby. Han har även spelat 3 A-landskamper och gjort 8 mål där.

## Meriter
- U21-VM-guld 2013 med Sveriges U21-landslag
- Dansk cupmästare 2019 med GOG Håndbold
- Vinnare av norska ligan 2017 och 2021 med Elverum Håndball